# 노이즈 (음악)

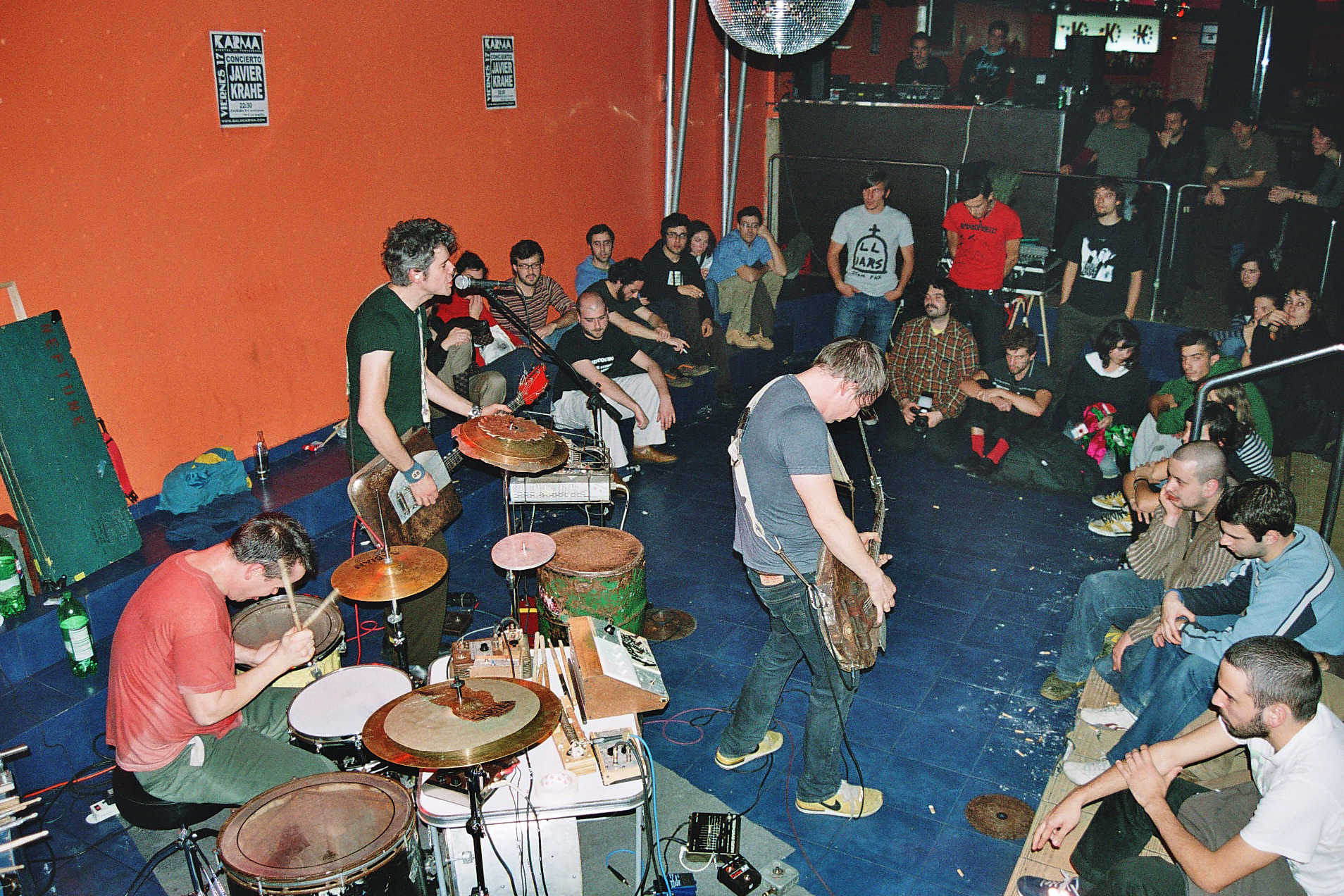

노이즈(Noise music)는 전통 음악 상식에서 악기로 간주되지 않는 것을 악기로 사용하여 음악을 구성해 가는 음악을 의미한다.

## 개요
리듬과 선율은 존재하지 않는다. 노이즈 뮤직에서는 공구 및 산업 제품, 전자 음악, 거리의 소리, 심장 소리와 새소리와 파도 소리 같은 자연의 소리 등을 악곡을 구성하는 데 사용하는 한편, 그 외에도 함성 등을 이용하여 음악을 구성하는 예술가도 있다. 시대를 거듭해 갈 때마다 스타일이 변천해 가는 것도 특징이며, 현대의 노이즈 음악은 그 소리를 데이터로 채취하여 컴퓨터를 통해 가공 · 혼합하는 사용 방법도 많이 사용되고 있다.

## 같이 보기
- 칩튠
- 소음의 색상
- 다크 앰비언트
- 그로울링
- 디지털 하드코어
- 포스트펑크
- 스크리밍